# Episcada sulphurea
Espèce
Episcada sulphurea est un insecte lépidoptère  de la famille des Nymphalidae, de la sous-famille des Danainae et du genre Episcada.

## Dénomination
Episcada sulphurea a été décrit par Richard Haensch en 1905.

### Sous-espèces
- Episcada sulphurea sulphurea; présent en Bolivie[2].
- Episcada sulphurea ssp
- Episcada sulphurea ssp

## Description
Episcada sulphurea est un papillon à l'abdomen mince, aux ailes antérieures beaucoup plus longues que les ailes postérieures et à bord interne concave.
Les ailes sont transparentes avec de très fines veines marron et une bordure marron, ainsi que le long de la cellule depuis le bord costal et sur les ailes antérieures une plage très pâle après la cellule.

## Écologie et distribution
Episcada sulphurea est présent en Bolivie et au Pérou.

### Protection
Pas de statut de protection particulier.